# Пермалко
АО «Перма́лко» — один из ведущих производителей крепких алкогольных напитков Перми и Пермского края. Входит в топ-20 крупнейших производителей водки и ликероводочных изделий в России.

## История

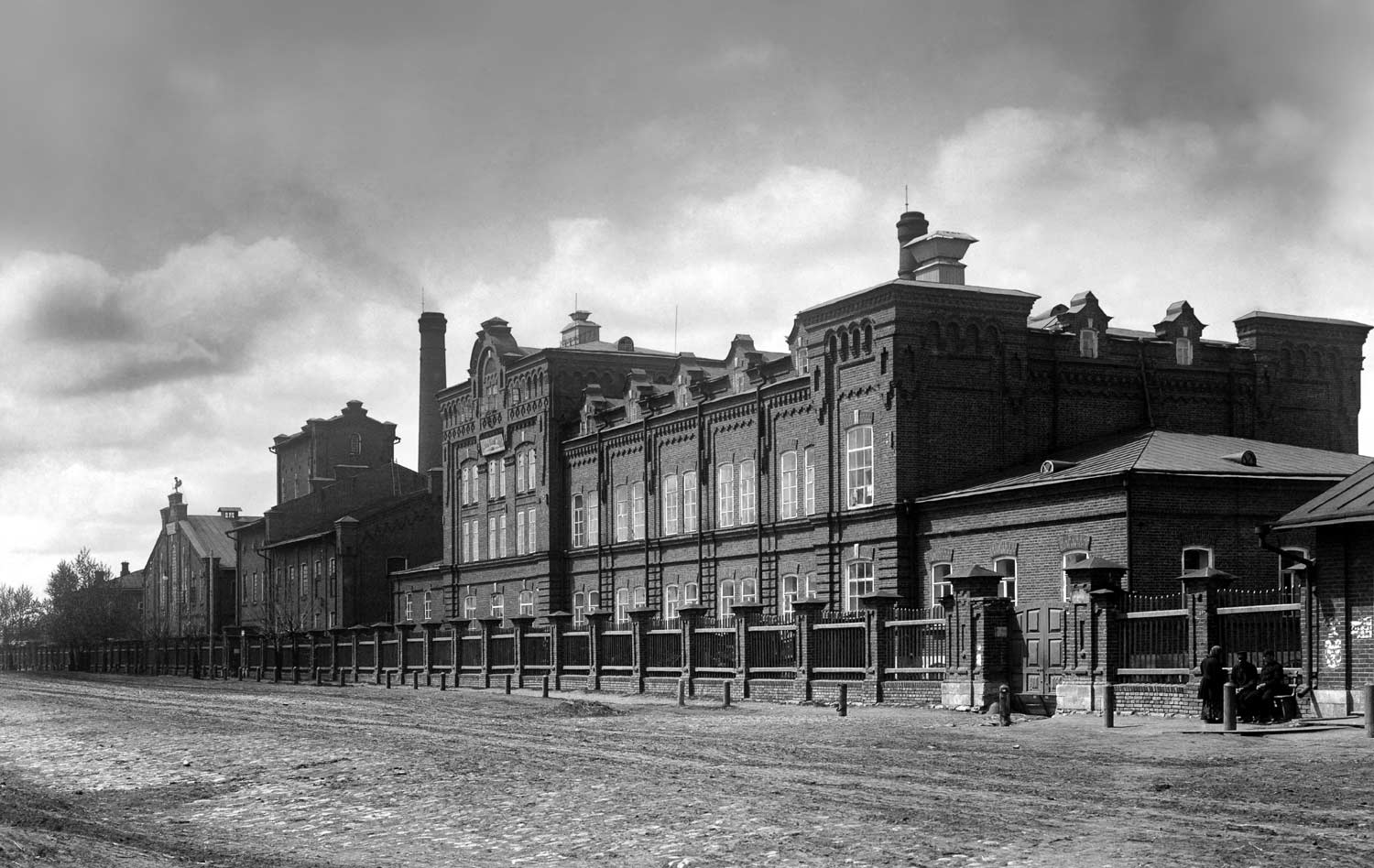
Спиртоочистительный завод и винный склад, рубеж XIX—XX веков

1 января 1895 года открыт Пермский казённый спиртоочистительный завод. С этого времени началась казенная продажа вина в Пермской губернии. Некоторое время он назывался «Винный завод № 12».
К февралю 1900 года рядом отстроили казенный винный склад (архитектор — А. Б. Турчевич). (Данный комплекс сегодня является памятником архитектуры регионального значения).

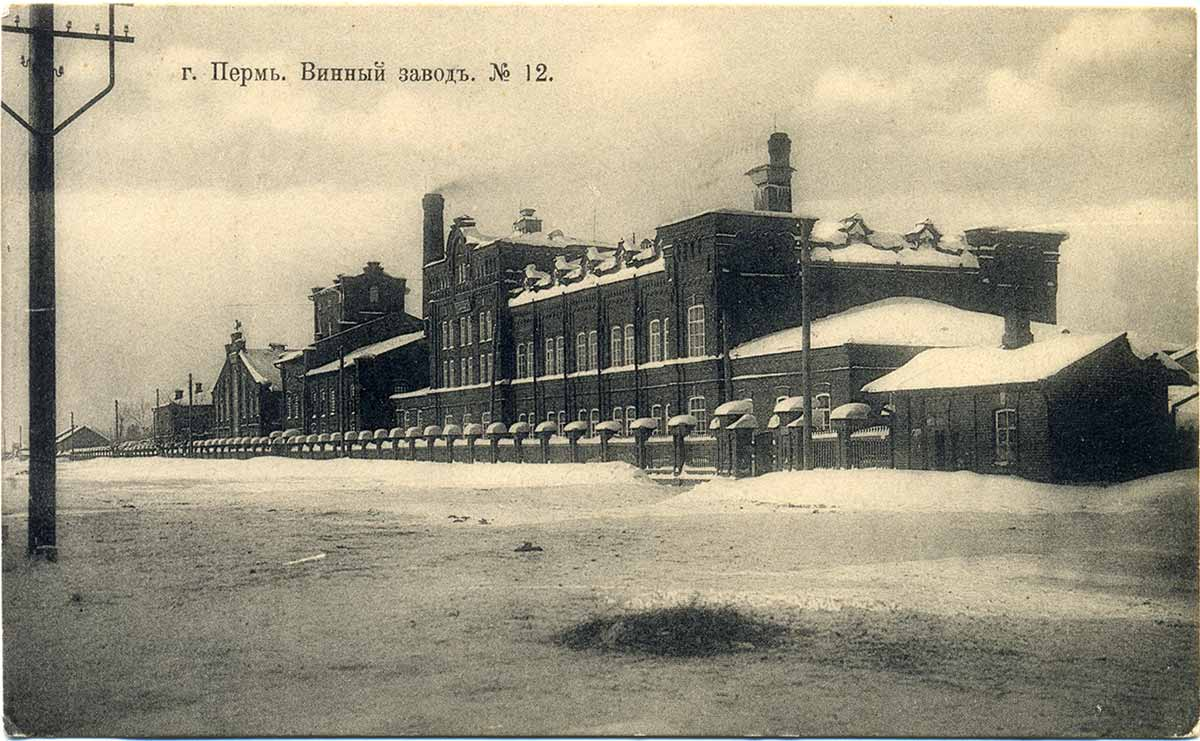
Винный завод № 12

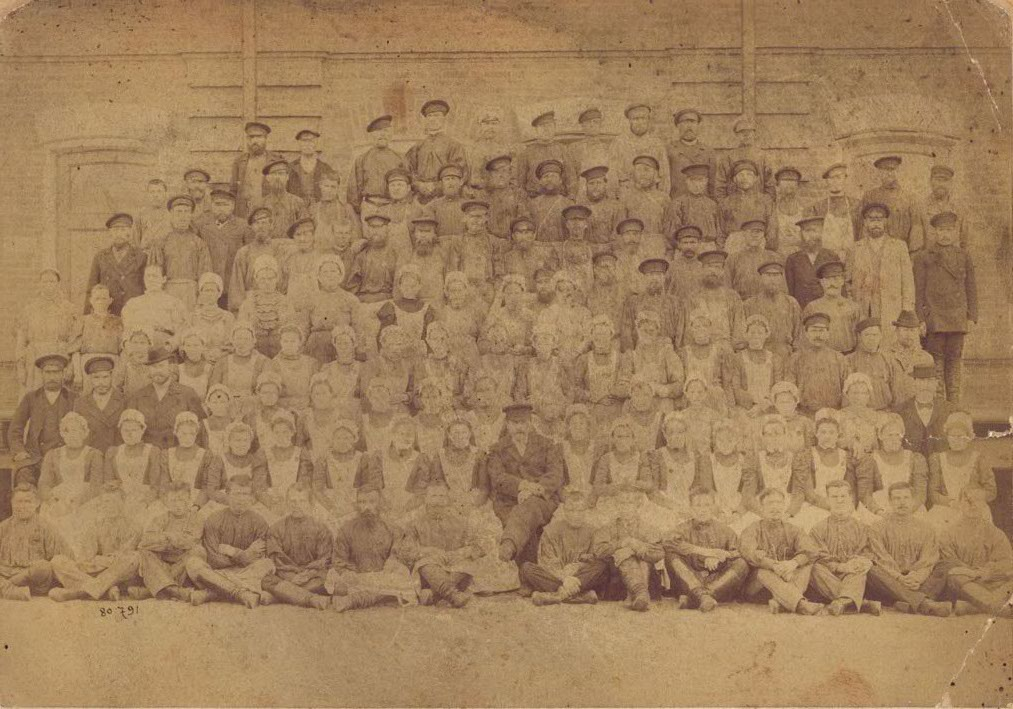
Первый коллектив завода

В условиях революции 1917 года и Гражданской войны велась ограничительная политика в отношении производства и продажи алкоголя. Приказом от 8 ноября 1917 года в стране был провозглашён «сухой закон»; деятельность завода в 1918 году была прекращена. Его спиртопроизводящая часть была закрыта, оборудование было демонтировано.
Завод возобновил свою деятельность в 1926 году, когда началась активная экономическая деятельность советского государства. В те годы применялся ручной способ производства с использованием спирта, поставляемого с других спиртовых заводов. К 1939 году был введён конвейерный способ производства.
В советское время предприятие поменяло название на «Пермский ликёроводочный завод».
Во время Великой Отечественной войны его часть была отдана Украинскому машиностроительному заводу. 24 октября 1945 года машзавод был разэвакуирован, при этом были произведены разрушения главного корпуса и ряда подсобных помещений.
Предприятие переживало переоснащение и восстановление вплоть до 1960-х годов.
В период пика производства (1960-е —  середина 1980-х годов) выпускалась водка следующих торговых марок: «Московская», «Столичная», «Русская», «Посольская» и пр. Ассортимент включал в себя около 60 наименований, куда входили различные пунши, сладкие, полусладкие настойки, наливки, ликёры.
С 1985 года началось резкое сокращение производства в рамках развёрнутой в тот период антиалкогольной кампании.
В 1993 году в результате приватизации Пермский ликероводочный завод стал акционерным обществом и приобрёл современное название — «Пермалко». Акции компании в тот период принадлежали администрации Пермской области, что позволяло улучшать положение предприятия, стоящего после антиалкогольной кампании на грани банкротства.
В 2005 году обладминистрация заявила о приватизации своего пакета.

## Современность

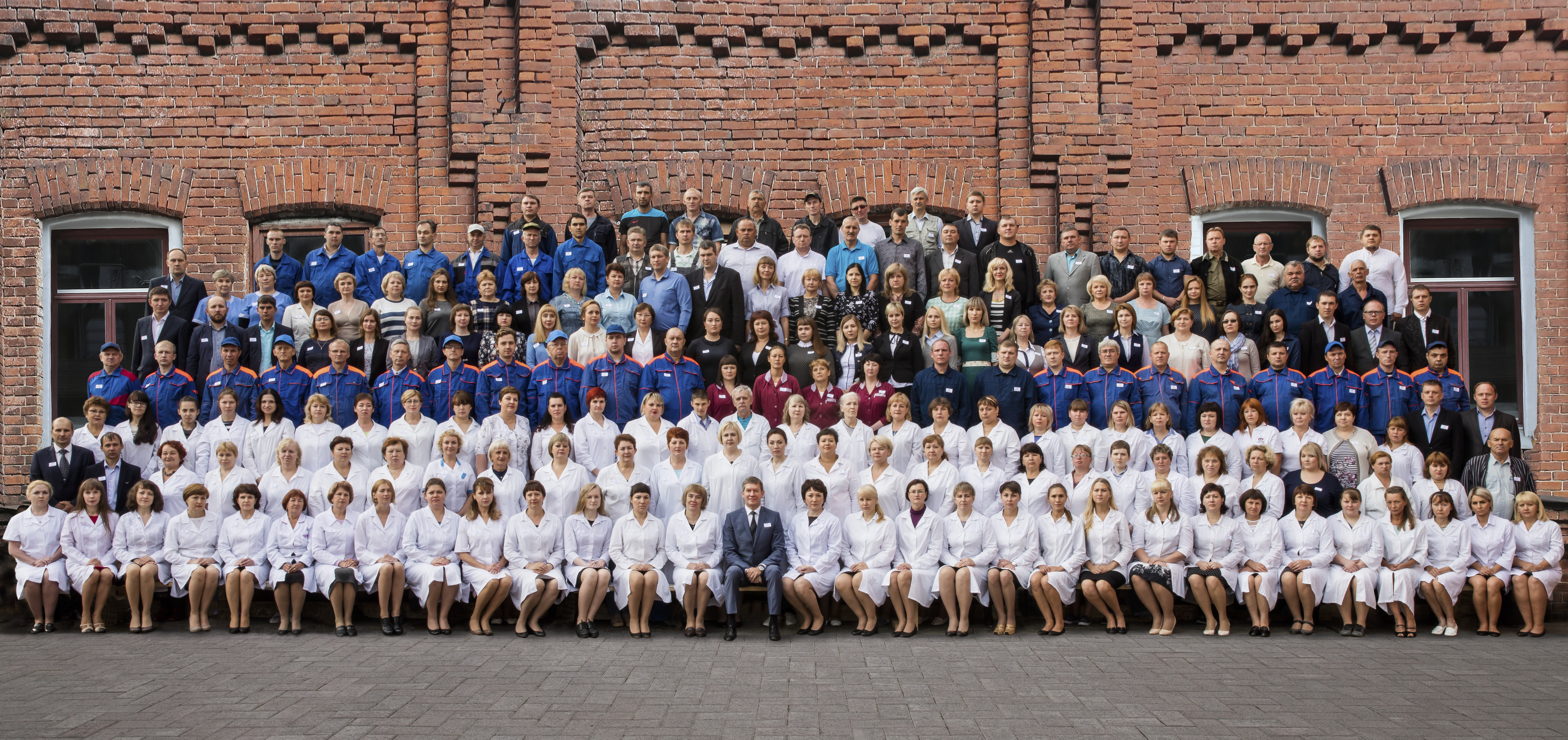
Коллектив АО «Пермалко». 28 августа 2017 года

В 2006 году компания была приватизирована: международная группа S.P.I. приобрела контрольный пакет акций «Пермалко». В том же году начал работу новый цех розлива, оснащенный оборудованием из Германии и Италии; с сентября 2007 года продукция предприятия стала производиться с использованием технологии низких температур.

## Продукция

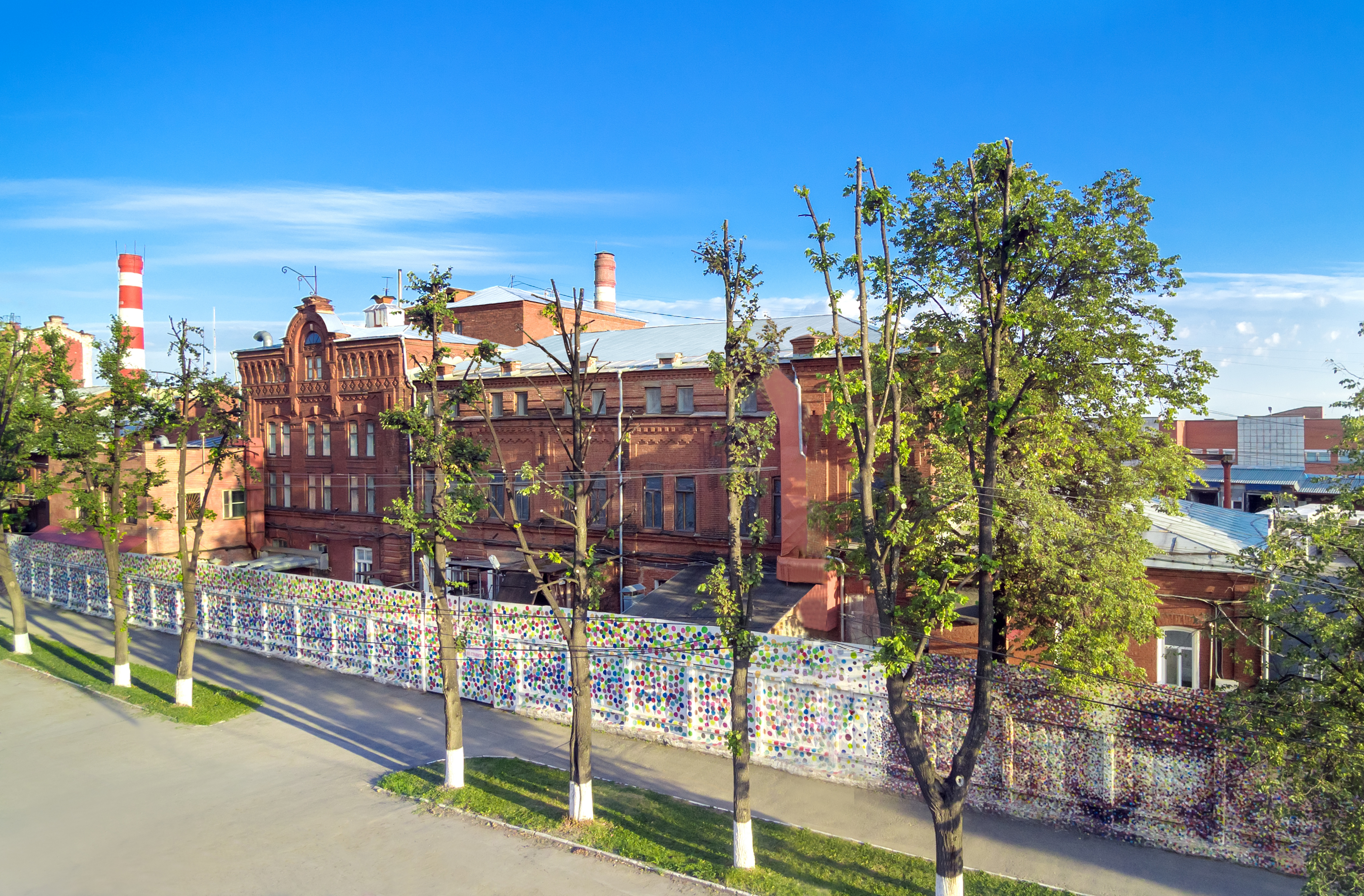
Здание «Пермалко». Август, 2018

«Пермалко» работает на пермский, российский, столичный рынок и экспортирует свои товары в страны СНГ, Европу, США, Африку.

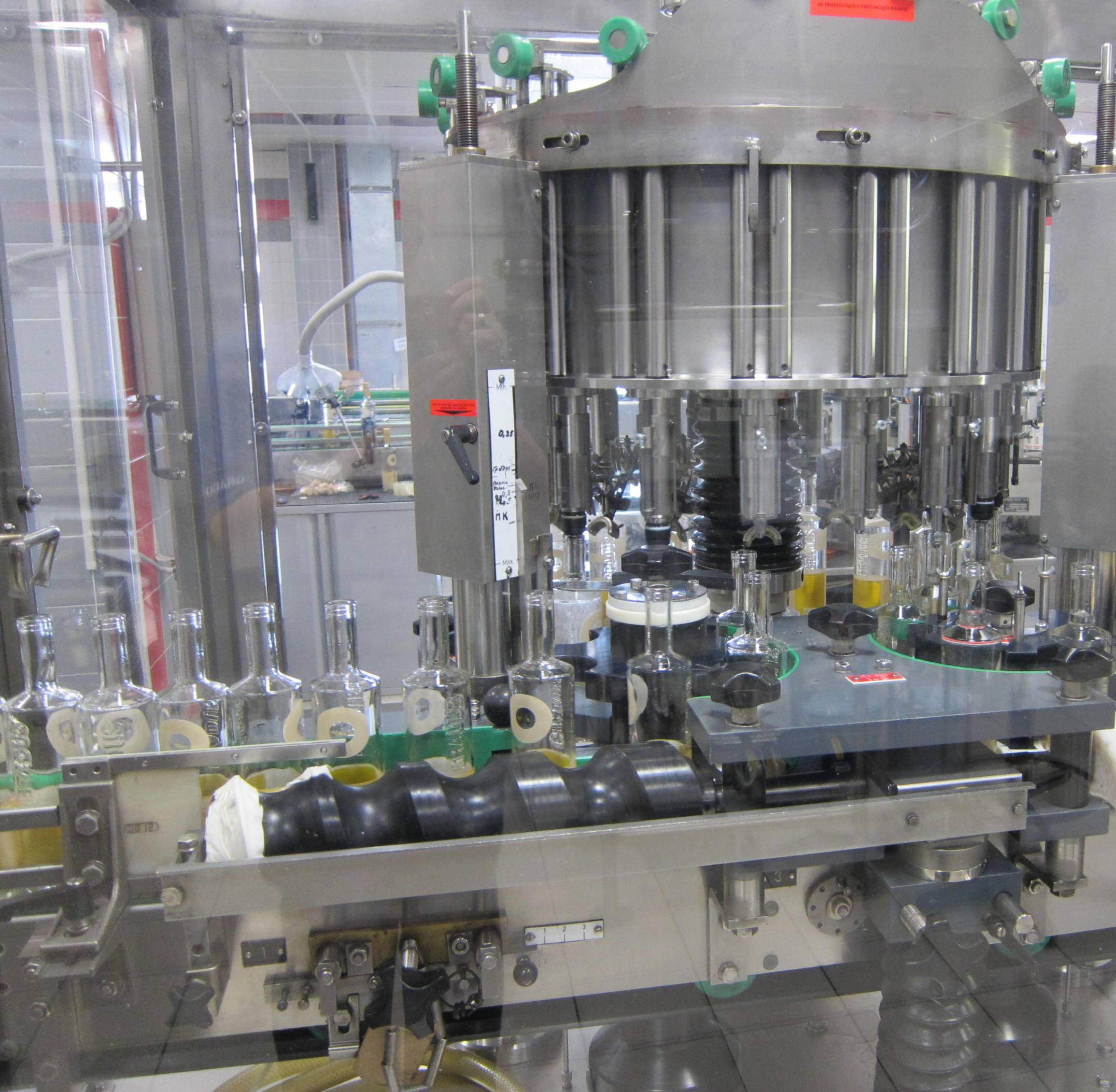
Розливо-укупорочное оборудование водочного цеха «Пермалко»

Продукция «Пермалко» включает около 30 торговых марок: более 20 водочных брендов («Gradus», «Форвард», «Пермская» и др.), бальзам («Прикамский»), настойки («Демидовская», «Боровая», «Рябиновая на коньяке»).
Все напитки производятся на основе спиртов «Люкс» и «Альфа» спиртового завода «Талвис». При производстве используются натуральные ингредиенты — цедры лимонов, кедровых и грецких орехов, ягод рябины и клюквы, мёда. Продукция предприятия сертифицирована в соответствии с требованиями международного стандарта ISO 22000:2005. На некоторые наименования водок, выпускаемых «Пермалко», действует сертификат кошерности Ортодокс Юнион (Orthodox Union).
У компании более 40 региональных дистрибуторских контрактов.
«Пермалко» более десяти лет входит в топ крупнейших российских производителей водки и ликеро-водочных изделий.

## Избранные награды

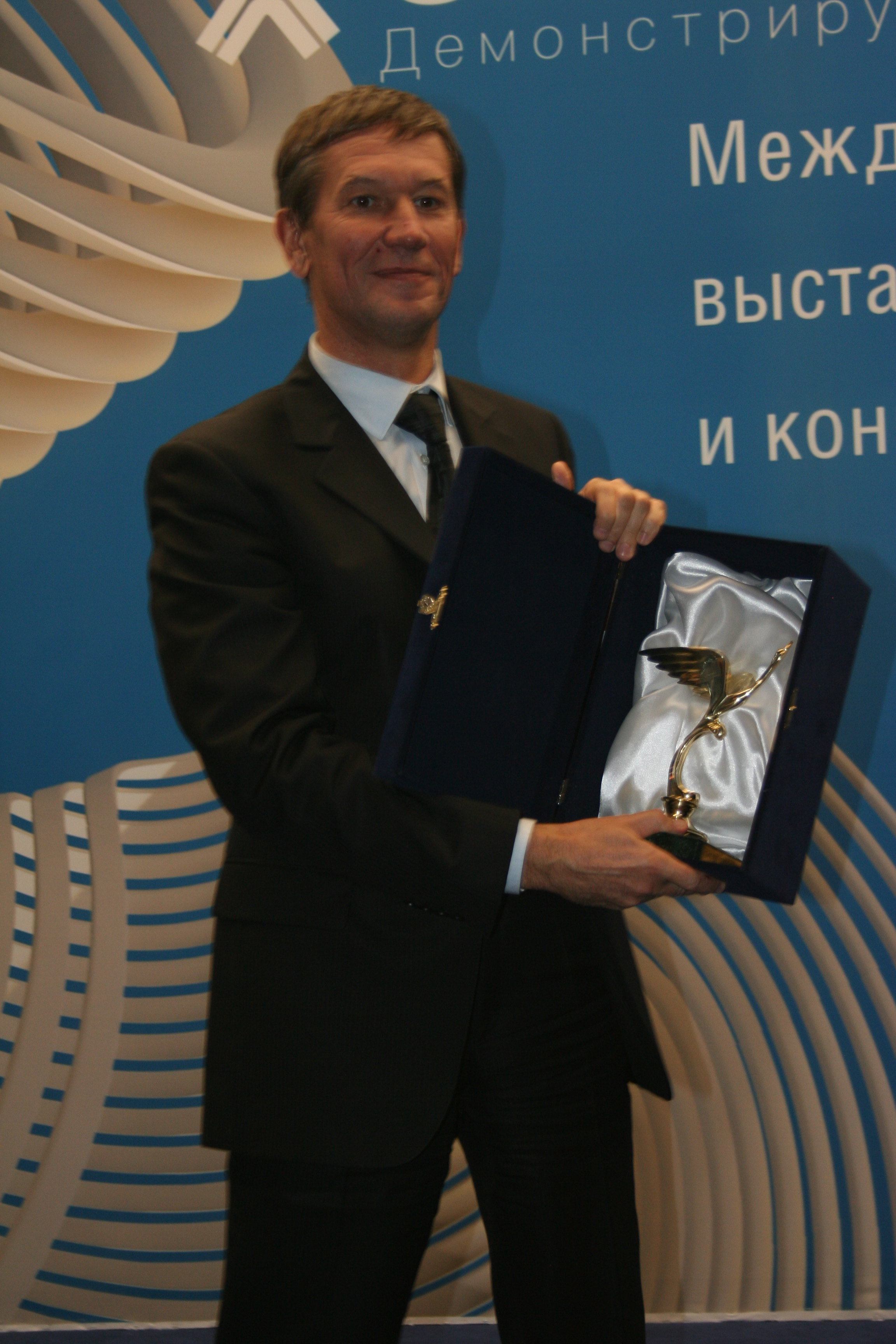
Генеральный директор «Пермалко» О. И. Котельников на получении Гран-При дегустационного конкурса Продэкспо-2016

Неоднократно «Пермалко» являлась победителем различного рода конкурсов; продукция компании получила более 100 медалей различного достоинства на различных дегустационных конкурсах и выставках.
- В 2018 году водка «Gradus Premium» получила гран-при на конкурсе «Продэкспо-2018» (Москва)[18]; золотые медали получили водки «Пермский край» («Продэкспо-2018»)[18], «Gradus Premium», «Русский Резерв Мягкая», «Пермский край» («Лучшая водка 2018», Москва)[19], «Gradus Premium», «Русский Резерв Мягкая», («Лучший продукт 2018», Москва)[20], четырёх золотых медалей удостоилась водка «Gradus» («The International Spirits Challenge», Лондон[21]; «Meiningers International Spirits Award ISW 2018», Германия[22][23]; «Международный институт вкуса и качества iTQi», Брюссель[24][25]; «World Drink Awards», Лондон)[26].
- В 2017 году водка «Gradus Premium» получила гран-при на конкурсе «Лучшая водка 2017» ("Best Vodka 2017)[27][28], войдя также в независимые топы российских марок водки[29]; «Gradus Premium» и «Казначейская» получили медали на международном конкурсе «United Vodka 2017»[30]. Водка «Gradus» также получила серебряную медаль на конкурсе «San Francisco World Spirits Competition»[31] и бронзовые медали на международных конкурсах «New York International Spirits Competition 2017»[32] и «Berlin International Spirits Competition 2017»[33].
- В 2016 году были получены золотые и серебряные медали[34][35], а также гран-при дегустационного конкурса[36] на международной выставке «Продэкспо».
- В 2015 году были получены золотая и серебряная медали на международном дегустационном конкурсе «Продэкспо» и золотые медали в сегменте «Премиальный» в конкурсе «Лучшая Водка 2015»[37][38].
- В 2014 году была получена серебряная медаль на международном дегустационном конкурсе «Лучшая водка года» (водка «Пермский край»).
- В 2013 году водка «Акула Золотая» получила две золотых медали на международных дегустационных конкурсах «Продэкспо» и «Лучшая водка года», а водка «Казначейская» —  серебряную медаль на международном конкурсе «Internationaler Spiritusen Wettbewerb» (Neustadt)[39].
- В 2012 году были получены по две золотых медали на дегустационных конкурсах «Лучшая водка года» и «Вино-Водка» (водки «Ночной волк» и «Белая рысь»).
- В 2011 году три золотых медали получили продукты «Пермалко» на российском конкурсе «Лучшая водка года»[40].
- В 2010 году водка «Gradus» получила золотую медаль на конкурсе «Вино-Водка» (Сочи) и заняла первое место в международном дегустационном конкурсе «Лучшая водка 2010» (Москва)[41].
- В 2009 году были получены почётный диплом на международном дегустационном конкурсе «Продэкспо» и две золотых медали (водка «Градус Чёрный») на международном конкурсе «Лучшая водка года» (Москва)[42][43].
- В 2008 году на XV международной выставке-ярмарке «Вино-Водка-2008» (Сочи) линейка продуктов «Gradus» завоевала две золотых и одну серебряную медали[44][45]; также водка «Gradus» получила золотую медаль на международном конкурсе «Лучшая водка года» и бронзовую — на международной выставке «Продэкспо» (Москва).
- В 2005 году бальзам «Парма» получил золотую медаль дегустационного конкурса выставки-ярмарки «Вино-Водка-Табак» (Сочи).
- В 2004 году водка «Русский резерв» получила золотую национальную премию за качество (Москва), золотую медаль международной выставки «Петербургской ярмарки вин и водок» и серебряную медаль конкурса "«Drinks Санкт-Петербург», водка «Казначейская» — золотую медаль международного конкурса вин и спиртных напитков «Vinnaya Karta Open» (Москва), водка «Пермский край» — золотые медали на международной выставке «Петербургская ярмарка вин и водок» и дегустационном конкурсе «Drinks Санкт-Петербург»[46].
- В 2002 году водка «Пермская Люкс» получила золотую медаль на дегустационном конкурсе выставки-ярмарки «Вино-Водка-Табак» (Сочи), и серебряную — на дегустационном конкурсе выставки-ярмарки «Вина и Напитки» (Краснодар)[46], а водка «Пермь Великая» — национальную премию за качество алкогольной продукции и стала лауреатом программы «100 лучших товаров России».
- В 2001 и 2000 годах водка «Пермь Великая» удостаивалась золотых медалей дегустационного конкурса выставки-ярмарки «Вино-Водка-Табак» (Сочи) и Всероссийского выставочного центра (Москва).
- В 1998 году бальзам «Прикамский» получил золотую медаль дегустационного конкурса в рамках международной выставки «Петербургская ярмарка вин и водок»[47].